# Río Besaya
El Besaya (del latín Bis-Salia) es un río situado en el norte de España, en la vertiente cantábrica de la península ibérica, que discurre por Cantabria.
Nace en la comarca de Campoo-Los Valles, cerca de la localidad de Fresno del Río a 870 m de altitud y desemboca en el río Saja en el término municipal de Torrelavega aportando un caudal anual de 390 hm³.
Su recorrido de  47,2 km de longitud es prácticamente rectilíneo en dirección sur-norte. Forma los valles de Iguña y Buelna, además de colaborar, junto al Saja, en la formación de los llanos de Torrelavega. La cuenca posee una superficie total de 465 km² y tiene más de cien mil habitantes, concentrados principalmente en los municipios de Torrelavega y Los Corrales de Buelna.
El nombre del río proviene del término latino Bis-Salia, doble o segundo salia en referencia al Salia actual Saja. Salia es un hidrónimo indoeuropeo que podría significar corriente de agua o agua salada.

## Curso
Su recorrido, de 47,2 km de longitud, es prácticamente rectilíneo en dirección sur-norte atravesando los municipios de Campoo de Enmedio (donde nace), Santiurde de Reinosa, Pesquera, Bárcena de Pie de Concha, Molledo, Arenas de Iguña, Cieza, Los Corrales de Buelna, Cartes y finalmente Torrelavega, donde se une al río Saja aportando un caudal anual de alrededor de 390 hm³.
Aparece descrita en el cuarto volumen del Diccionario geográfico-estadístico-histórico de España y sus posesiones de Ultramar de Pascual Madoz de la siguiente manera:

BESAYA: r. en la prov. de Cantabria, part. jud. de Reinosa: nace de la fuente de su mismo nombre á 1/2 leg. N. de la cab. del part.: corre toda la línea de la carretera que conduce á Santander hasta desembocar en la ria de Suances, con otra porcion de r. y riach. que se le unen en su tránsito.
(Madoz, 1846, p. 292)

## Hidrografía
El río tiene una longitud de 47,2 km hasta su confluencia con el río Saja y un caudal medio en la desembocadura de 12,1 m³/s.

### Caudal
| Caudales mensuales del Besaya en Las Caldas de Besaya (período 1970-2000) |
|                                                                           |

| Caudales medios anuales del Besaya a su paso por Torrelavega (período 1970-2000) |
|                                                                                  |

### Cuenca

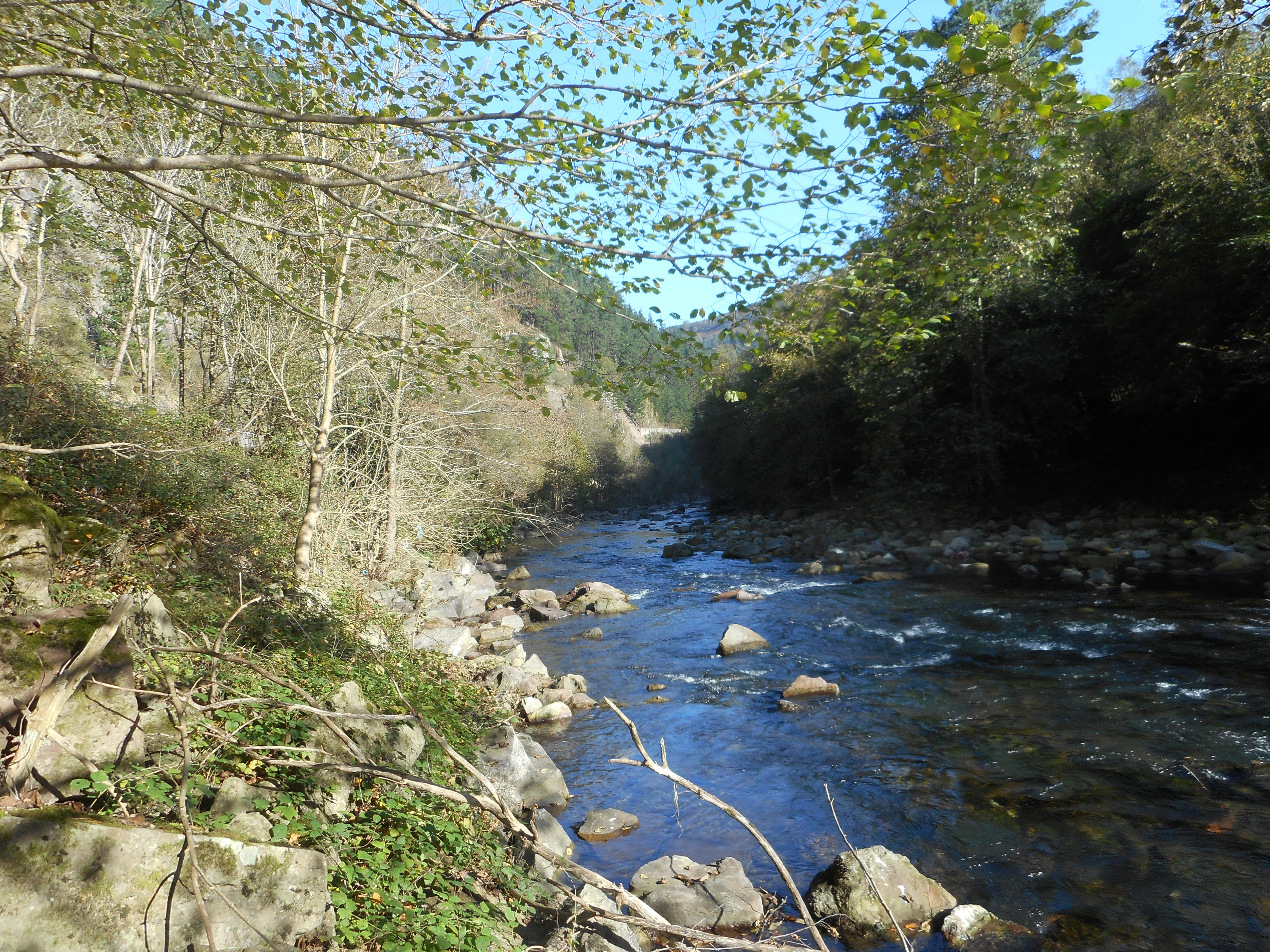
El Besaya al sur de Torrelavega.

La cuenca del Besaya tiene una superficie de 465,41 km² y forma, junto al río Saja, la mayor cuenca hidrográfica de Cantabria, el Sistema Saja-Besaya, con una superficie total de 1048,24 km², de los cuales el 44.4% son vertientes al Besaya.
La subcuenca del Besaya se halla delimitada al este por los picos de Mediajo Frío y Bastrucos y al oeste por la sierra de Bárcena Mayor y los picos de Ibio y Mozagro; el límite sur lo marca la divisoria de aguas con el río Ebro.
Esta área engloba total o parcialmente los términos municipales de Campoo de Enmedio, Pesquera, Santiurde de Reinosa, San Miguel de Aguayo, Bárcena de Pie de Concha, Molledo, Arenas de Iguña, Anievas, Cieza, San Felices de Buelna, Los Corrales de Buelna, Cartes, Torrelavega y Suances. En comparación con otras cuencas de Cantabria, es una zona densamente poblada, con tres municipios que superan los cinco mil habitantes (datos de 2017): Torrelavega (52 034 hab.), Los Corrales de Buelna (10 912 hab.) y Cartes (5742 hab.). Esto se debe a que es la principal conexión por carretera entre Cantabria y la meseta.

## Principales afluentes
Los afluentes del besaya, tienen un recorrido bastante corto debido a la orografía de la región y se ven afectados por un fuerte estiaje, que llega a secar algunos cauces durante los meses de verano. Sus afluentes principales por la derecha son el río de Irbienza, Torina, León, Erecia y Casares. Por la izquierda se encuentran los ríos Bisueña, Llares, Cieza, Rebujas y el arroyo Mortera entre los más relevantes.
| Ramal | Ramal | Nombre afluente   | Nacimiento                                                  | Longitud (km) | Cuenca (km²) | Caudal (m³/s) | Tramo           |
| ----- | ----- | ----------------- | ----------------------------------------------------------- | ------------- | ------------ | ------------- | --------------- |
| -     | D     | río Hirbienza     | Confluencia de los arroyos del Hondal del Agua y Las Nieves | 9             |              |               | Valle de Iguña  |
| -     | D     | río Torina        | Embalse de Alsa Torina                                      | 6,68          |              |               | Valle de Iguña  |
| -     | D     | río Bisueña       | Campo de la Vernavela (Cordales centrales)                  |               |              |               | Valle de Iguña  |
| -     | D     | río Erecia        | Fuente el Charco (estribaciones de la Sierra del Escudo)    | 11            |              |               | Valle de Iguña  |
| -     | D     | río Casares       | Campo Collado (Anievas)                                     |               |              |               | Valle de Iguña  |
| -     | I     | río de los Llares | Las Ventosas (Los Llares)                                   | 12,5          |              |               | Valle de Iguña  |
| -     | I     | río Cieza         | Cueto de Brenes                                             | 12            |              |               | Valle de Cieza  |
| -     | I     | río Rebujas       | El Pujino (Monte Pedrazo)                                   | 7,98          |              |               | Valle de Buelna |
| -     | I     | Arroyo Mortera    |                                                             | 7,98          |              |               | Valle de Buelna |
| -     | I     | Arroyo Chico      | San Cipriano                                                | 58            |              |               | Torrelavega     |